# Officium Triste
Officium Triste (v překladu z latiny smutná povinnost – vztahuje se k pohřbu) je nizozemská death/doom metalová kapela z Rotterdamu založená roku 1994 na troskách death metalové skupiny Reïncremated. Svůj styl ráda prezentuje jako "rotterdoom".
První studiové album Ne Vivam vyšlo v roce 1997 pod hlavičkou vydavatelství Teutonic Existence Records. K roku 2021 má kapela na svém kontě celkem šest dlouhohrajících alb plus další nahrávky.

## Diskografie

### Dema
- Demo '94 (1994)
- Promo '00 (2000)
- World in Flames (2017) – demo sestávající z jediné skladby, která se v přepracované podobě objevila i na následujícím albu The Death of Gaia z roku 2019[2]

### Studiová alba
- Ne Vivam (1997)
- The Pathway (2001)
- Reason (2004)
- Giving Yourself Away (2007)
- Mors Viri (2013)[1]
- The Death of Gaia (2019)

### Kompilace
- Charcoal Hearts - 15 Years of Hurt (2009)

### EP
- Mountains of Depressiveness (1996)
- Roses on My Grave (1999)

### Live nahrávky
- Live at Willemeen 2007 (2020)

### Singly
- The Weight of the World (2017)

### Split nahrávky
- Promo '96 (1996) – split s nizozemskou kapelou Kurb Saatus
- Officium Triste / Cold Mourning (1998) – split s americkou kapelou Cold Mourning
- Immersed (2012) – split s německou kapelou Ophis
- Broken Memories (2018) – split s chilskou kapelou Lapsus Dei